# Fifth Gear
Fifth Gear (in precedenza chiamato 5th Gear) è una trasmissione televisiva inglese che va in onda sul canale Five e che parla di motori. Questo programma ha incominciato la sua undicesima stagione il 30 aprile 2007. Fifth Gear è andato in onda anche su SPEED Channel negli USA per un periodo limitato di tempo dal 2006 agli inizi del 2007.
Fifth Gear fu trasmesso per la prima volta nel 2002 in sostituzione dell'incarnazione originale dello show della BBC Top Gear (che è diverso dal formato attuale di Top Gear), che fu cancellato nel 2001 a causa di ascolti deludenti. L'emittente Five originariamente voleva continuare ad usare il nome Top Gear, ma la BBC rifiutò. Molti ex-presentatori di Top Gear, tra cui Quentin Willson, Tiff Needell e Vicki Butler-Henderson furono chiamati dall'emittente per Fifth Gear. Dopo il completamento della prima stagione di Fifth Gear, la BBC rilanciò Top Gear  nel formato attuale di un'ora, presentato da Jeremy Clarkson, Richard Hammond, e Jason Dawe (sostituito dopo la prima stagione da James May).
A partire dal 6 giugno 2013 la traduzione italiana messa in onda da Discovery Channel ha il nome di Top Cars.

## Format dello show
In origine lo show consisteva in una programmazione di 30 minuti, inclusi approssimativamente 7 minuti di pubblicità. L'ottava stagione è ritornata nell'autunno del 2005 nel formato più lungo di 45 minuti, e la nona stagione (che è durata 13 settimane) è stata portata ad un'ora (circa 46 minuti esclusi gli spot). Inoltre mettendo in palio un'auto in ogni episodio, Fifth Gear si distingue dall'attuale Top Gear essendo uno show tipicamente meno oltraggioso e più diretto alle esigenze dell'automobilista.
L'undicesima stagione ha visto Tom Ford sostituire Tim Lovejoy come uno dei presentatori principali assieme a Vicki Butler Henderson.

## Incidenti
Durante la stagione 12 si sono verificati due incidenti durante le riprese.
- Episodio 7: Tom Ford si è fratturato diverse dita dei piedi in un incidente[2] a bordo di un furgone modificato Bedford Rascal. Ford stava registrando un pezzo riguardo alla pratica del drifting Assieme al copresentatore Johnny Smith stavano gareggiando l'uno contro l'altro nello stile del D1 Grand Prix in un circuito privato. Dopo aver vinto la gara, Ford si stava cimentando in un drift finale che non andò a buon fine, portando il suo furgone (dipinto per rassomigliare a quello dell'A-Team) su due ruote e scaraventandosi contro una barriera di sicurezza. All'incidente ha fatto riferimento nell'autunno del 2007 il presentatore di 'Top Gear' Jeremy Clarkson.

- Episodio 8: Il pilota del BTCC Jason Plato ha subito ustioni multiple[3] quando la Caparo T1 che stava testando sul tracciato dell'aeroporto di Bruntingthorpe, prese fuoco. L'auto, capace di 200 mph (320 km/h), si incendiò ad una velocità stimata di 150 mph (240 km/h). Plato ha detto: "C'è stata una piccola perdita di potenza, ho guardato nello specchietto retrovisore e ho visto del fumo, c'era un leggero odore di olio e poi improvvisamente ho sentito un calore intenso. La macchina diventò spontaneamente una vera e propria palla di fuoco e fiamme e io mi ci trovavo in mezzo." Il presentatore è stato portato prima al ospedale distrettuale Market Harborough dall'ex-pilota BTCC Phill Bennett e poi al Kettering General Hospital. Qualche tempo dopo si è sottoposto a delle cure speciali allo Stoke Mandeville Hospital.

## I riconoscimenti diFifth Gear
Ogni anno, il programma distribuisce svariati premi:

### 2004
- Migliore auto di ridotte dimensioni – BMW Serie 1
- Migliore auto per la famiglia – Ford Focus
- Migliore auto sportiva – Porsche 911 Carrera S
- Auto dell'anno – Volkswagen Golf GTI

### 2005
- Migliore auto di ridotte dimensioni – Ford Fiesta ST
- Migliore auto per la famiglia – Honda Civic
- Migliore auto sportiva – BMW M5
- Auto dell'anno – Porsche Boxster

### 2006
- Migliore auto di ridotte dimensioni – MINI Cooper S
- Migliore auto per la famiglia – Citroen C4 Picasso
- Migliore auto sportiva – Chevrolet Corvette Z06
- Auto dell'anno – Audi TT

### 2007
- Migliore auto di ridotte dimensioni – Fiat 500
- Migliore auto per la famiglia – Ford Mondeo
- Migliore auto sportiva – Audi R8
- Auto dell'anno – Audi R8